# 内堀克利
内堀 克利（うちぼり かつとし、1974年10月1日 - ）は、東京都出身の俳優、演出家、殺陣師、振付師。ネオ・エージェンシー所属。劇団｢10･Quatre｣主宰。

## 人物
身長178cm。体重64kg。血液型AB型。
日本大学豊山中学校・高等学校、日本大学芸術学部映画学科脚本コース卒業。

## 出演

### 舞台
- オサラバ（1994年）
- 花組まつり
- ダンダラ、ダンダンダン! 2（1993年）
- ウルトラファミリータイズ2LDK（1994年）
- 大逃亡（1995年）
- 八犬伝（1996年）
- 新撰組／維新士（1997年）
- 緋月盗四郎 会津磐梯山は宝の山よ〜（1997年） - 伊地知正治
- 三剣士（1998年）
- 妖精ホームズ（1998年）
- Re-（1998年） - 葛城
- 壁を叩け、歌を叫べ（1998年）
- 蜃気楼列車（1999年） - 完治
- 婢伝五稜郭（2010年）[7]
- ドコニ･私の元気（2011年）
- マリオネット（2012年）
- サンゴクシ（2013年）
- ダンパチ1 - 7・9 - 11
  - ダンパチ･立教大学学園祭スペシャルライヴ
- 幕末剣舞烈風伝 新撰組
- マスカラッド
- ベッドトークバトル
- 大逃亡〜義経と弁慶〜
- ザンダルド
- ギャンブリング俺最愛 最強の女/ダンパチベストヒット
- ゴ→カク〜密室のオーディション〜
- チャンピオン/チャンピオン2
- 僕たちのクラブ活動
- 東京工業大学 工大祭2005（2005年）
- ウイングス
- ガンバレ
- 幕末革命児伝『維新士』
- ドラゴン
- サウンド･アラウンド･グラウンド
- キャスト
- DREAMS
- スリル
- チャンピオン
- 花鳥風月
- 虎狼の盗人
- 蟷螂の斧
- 華〜HANA〜
- 怪綺月色〜竹取夜語
- 雪月花
- 碧の蹉跌
- A tale of darkness
- Black Tournament
- 赤い炎の女〜白虎恋虎
- 或る人斬り（2014年） - 武市半平太
- 「青の祓魔師」〜青の焔 覚醒編／京都 不浄王編〜（2014年） - 志摩八百造
- 見果ぬ夢（2014年） - 西岡健 ※主演
- RE-INCARNATION RE-VIVAL-（2014年） - 孫堅文台
- SPLIT DECISION2 - 勝次
- 4649
- 愚かもの梶鉄
- The CALVARY-義賊･五右衛門異伝-（2015年） - 細川幽斎
- 数右衛門 - 片岡源五郎右衛門
- -芸祭-
- From Chester Copperpot  Cornelia - ウォール
- ホス探へようこそ The Last Valentine（2016年） - 武上組長
- 龍狼伝 第二章（2016年）-  黄蓋[8]
- The(C)Card〜闘う理由CouseのC〜（2016年） - 橘 ※演出も担当
- 八月の森へ行こう（2016年）
- 法師ノ旅 空ノ彼方（2016年）[9]
- ESORA（2016年）
- ゲズントハイト～お元気で～（2016年）[10]
- B・L・A・D・E 2（2016年）
- 今、一太刀～赤穂浪人傳～（2016年）
- 緋色八犬伝（2017年）[11]
- ある苅屋くんの人生（2017年）[12]
- 義風堂々!!（2017年） - 伴太郎左衛門[13]
- いずこをはかと（2018年）
- 『MOMOTARO』（2018年）※ゲスト[14]
- 此処で逢ったが百年目（2018年）[15]
- SaGa THE STAGE ～七英雄の帰還～（2018年） - レオン[16]
- えんとつ町のプペル（2018年）
- 天下吹舞（2018年）[17]
- 廻る想ひ 紡ぐ月（2019年）※日替わりゲスト[18]
- ミュージカル「アルスラーン戦記」（2019年） - カーラーン[19]
- 銀河英雄伝説 Die Neue These ～第三章 嵐の前～（2019年）[20]
- 舞台 真・三國無双 ～赤壁の戦い IF～（2020年）- 呂蒙[21]
- 彼女ノ行方～Director’s cut～（2020年）
- 彼女ノ行方～Writer's cut～（2020年）
- 長雨と伽藍（2021年）[22]
- 饗宴｢ONLY SILVER FISH｣（2021年）
- 舞台 真・三國無双 ～荊州争奪戦IF～（2021年）- 曹仁
- B・L・A・D・E ６（2021年）
- 嘘言ノ色（2021年）[23]
- Ondulation〜アンデュラシオン〜（2022年）[24]
- Little Fandango（2022年）- モートン[25]
- イリクラ2022 〜Iridescent Clouds〜（2022年）- 赤木
- G.Garage/// シェイクスピア道 第三道「ヘンリー四世」（2023年） - ダグラス / ピートー[26]
- 贋作・オセロー（2024年）[27]
- 戦国妖狐 THE STAGE 世直し姉弟編（2024年） - 道錬[28]、印河[29][30]

### 映画
- ラスト サムライ（2003年）
- デビルマン（2004年）
- サンタスモークス in TOKYO
- 騙し絵の牙（2021年）

### テレビドラマ
- 泣かないと決めた日 第2話（2010年）- 不動産屋
- パーフェクト・リポート 第1話（2010年）- 他局の記者
- 江〜姫たちの戦国〜（2011年）- 家臣
- チーム・バチスタ3 アリアドネの弾丸（2011年）- 記者B
- 土曜ワイド劇場
  - はみだし弁護士・巽志郎（2012年）
  - 監察官・羽生宗一（2014年）- 警官
- 赤川次郎原作 毒〈ポイズン〉 第5話（2012年）- サラリーマン風の男
- 確証〜警視庁捜査3課（2013年）- ロイヤルジェム杉山店長
- 潜入探偵トカゲ（2013年）- 警官
- 明日の光をつかめ -2013 夏-（2013年）- 植本祥治
- オリンピックの身代金（2013年）- 学生運動家
- SAVEPOINT〜セーブポイント（2014年）- オノ ※レギュラー
- 東京ガードセンター 第10話（2014年）- 神部正利
- 天使と悪魔-未解決事件匿名交渉課- 第8話（2015年）- 成海次郎
- 女囚セブン 第2話（2017年）- 桜子の父
- 衝撃スクープSP 30年目の真実（2018年）- 特殊班A
- 直撃!シンソウ坂上-三菱銀行 立てこもり事件（2018年）- 岩澤匡祐
- もみ消して冬 2019夏 ～夏でも寒くて死にそうです～（2019年）- 担当編集者
- サイン -法医学者 柚木貴志の事件- 第1話（2019年）- 弁護士
- 教場-前編（2020年）
- 広域警察（2021年）- 社員A

### テレビ番組
- ニュートンの鉄則 - 司会 ※レギュラー
- 深すぎてごめんなさい - 司会 ※レギュラー
- 時間の迷宮
- 松本人志のコントMHK（2010年）
- 超再現!ミステリー 魔（2012年） - 松濤照彦
- ザ!世界仰天ニュース トリカブト保険金殺人事件 - 大野

### オリジナルビデオ
- ウルトラセブン誕生30周年記念3部作 第2話「地球より永遠に」（1998年） - 竹内教授

### CM
- タマホーム
- ブリヂストン TIRE SAFETY
- PlayStation 3 みんなのGOLF 5
- au
- アメリカンホームダイレクト自動車保険
- DENA mobage大戦乱!! 三国志バトル
- 東進ハイスクール 全国統一高校生テスト
- キューピーコーワｉドリンク-タフな眼じゃなきゃ乗り切れないぞ！篇

### PV
- 氣志團

### ラジオ
- LOVE FACTORY - メインパーソナリティ

### Web
- 深すぎてゴメンナサイ
- 金魚妻 第8話（2022年）

### その他
※殺陣、振付指導
- Re-
- 坂本竜馬
- クリスマスバタフライ
- 新築HIMAWARI-A日記
- RYOMA〜アメリカ第51番州ニッポン〜
- マジメに働きゃ明日はない
- ワタナベエンターテイメントカレッジ、ヒューマンアカデミー株式会社卒業公演
- 面影小町伝